# Żywność ekologiczna

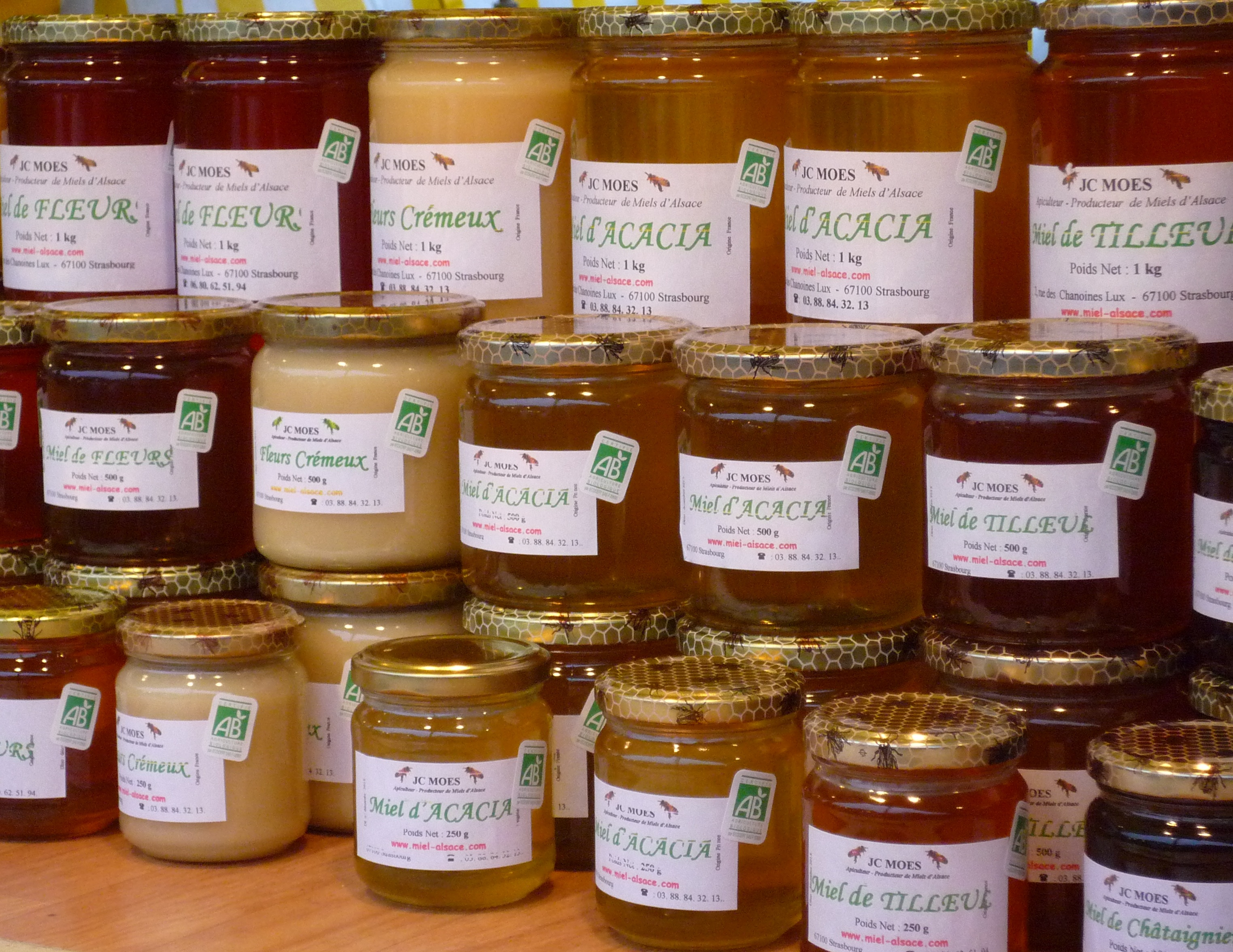
Ekologiczne miody z francuskim oznaczeniem AB

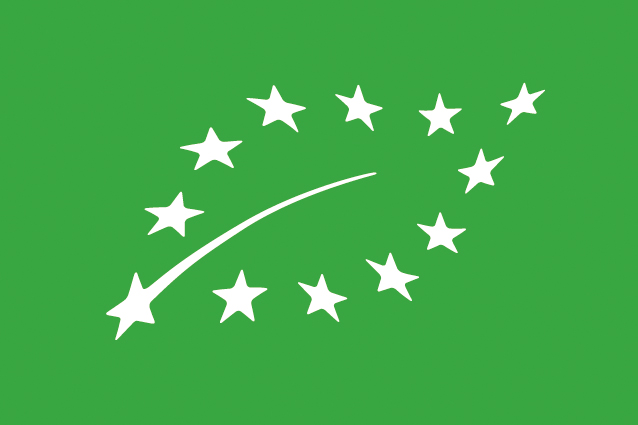
Logo „euroliść”

Żywność ekologiczna, także funkcjonuje pod nazwą biologiczna lub organiczna i skrótami "eko", "bio" – określenie żywności produkowanej metodą rolnictwa ekologicznego z dbałością o środowisko naturalne i dobrostan zwierząt.

## Czym jest żywność ekologiczna
Ekologiczne metody produkcji żywności mają zapewniać ochronę zdrowia społeczeństwa i środowiska i stanowić system zrównoważony pod względem:
- ekologicznym – produkcja prowadzona jest w oparciu o zasoby wewnątrzsystemowe;
- ekonomicznym – zwiększone nakłady pracy rekompensowane są wyższą ceną produktów;
- społecznym – zwiększa zatrudnienie na obszarach wiejskich zapobiegając niekorzystnym zmianom.

Producenci i przetwórcy żywności ekologicznej mają obowiązek oznaczenia swoich produktów logo produkcji ekologicznej Unii Europejskiej, numerem jednostki certyfikującej oraz wskazać pochodzenie surowców wykorzystanych do wytworzenia produktu. W Polsce na koniec 2021 roku kontrolą i certyfikacją produkcji ekologicznej zajmuje się 13 upoważnionych przez Ministra właściwego do spraw rolnictwa jednostek certyfikujących.
W Unii Europejskiej produkcja żywności ekologicznej jest regulowana rozporządzeniem Rady (WE) nr 834/2007 z dnia 28 czerwca 2007 r. w sprawie produkcji ekologicznej i znakowania produktów ekologicznych (Dz. Urz. L 189 z 20.07.2007 r., s.1).
Potocznie określenie "żywność ekologiczna" często bywa używane zamiennie z określeniem "zdrowa żywność". Jednakże podczas gdy pierwsze z pojęć określa żywność certyfikowaną i objętą systemem kontroli urzędowej, drugie jest w zasadzie tylko nazwą stworzoną dla celów marketingowych i nie narzucającą żadnych określonych standardów.

## Wpływ na zdrowie
W obecnej chwili brak jest wystarczających dowodów na to, że żywność ekologiczna jest zdrowsza od żywności produkowanej w konwencjonalny sposób.

## Polski rynek żywności ekologicznej
Polski rynek żywności ekologicznej jest obecnie szacowany na ok. 100 mln €. Żywność certyfikowaną kupuje już ok. 7% polskich konsumentów – głównie w specjalistycznych sklepach (około 200), na półkach zlokalizowanych w ekologicznych wyspach w supermarketach oraz bezpośrednio u rolników. Powierzchnia polskich upraw ekologicznych rośnie dynamicznie. Według danych opublikowanych w raporcie IJHARS w 2008 roku funkcjonowało w Polsce 14 896 gospodarstw ekologicznych obejmujących łącznie obszar 314,9 tys. hektarów (tj. 1% powierzchni całego kraju oraz 2% powierzchni przeznaczonej na uprawy rolne).
Kontrola przeprowadzona przez UOKiK w 2013 r. wykazała, że ponad 22% partii żywności ekologicznej została zakwestionowana oraz stwierdzono nieprawidłowości w ponad 57% skontrolowanych placówkach.

## Oficjalne logo żywności ekologicznej
W Unii Europejskiej obowiązuje logo (tzw. euroliść), którym oznacza się żywność pochodzącą z produkcji ekologicznej i po którym można ją rozpoznać w sklepach.